# Стоукс, Энтони
Э́нтони Сто́укс (англ. Anthony Stokes; 25 июля 1988, Дублин, Ирландия) — ирландский футболист, нападающий. Выступал за национальную сборную Ирландии.
Профессиональная карьера Стоукса началась в 2005 году в лондонском «Арсенале». Через год ирландец был отдан «канонирами» по арендному соглашению в шотландский клуб «Фалкирк». В играх за детей раскрылся талант Энтони как форварда — в 18 поединках он забил 16 мячей. В 2007 году форвард был куплен клубом «Сандерленд» за два миллиона фунтов стерлингов, но завоевать постоянное место в основном составе «чёрных котов» не смог. Следующие два года ирландец провёл в арендах — его временными работодателями были команды «Шеффилд Юнайтед» и «Кристал Пэлас». В августе 2009 года Стоукс вернулся в шотландскую Премьер-лигу — новым клубом Энтони стал эдинбургский «Хиберниан». В составе «хибс» ирландец вновь смог зарекомендовать себя с лучшей стороны, забив 23 гола в 43 поединках сезона 2009/10. В последний день лета 2010 года Стоукс перебрался в Глазго, где подписал контракт с местным «Селтиком».

## Клубная карьера

### «Шелбурн» и «Арсенал»
Энтони родился 25 июля 1988 года в столице Ирландии — городе Дублине.
В 2002 году Стоукс начал постигать футбольное мастерство в Академии местного клуба «Шелбурн». Через год на 15-летнего нападающего вышли представители английского «Арсенала» с предложением продолжения спортивного образования ирландца в рядах «канониров», на которое молодой форвард ответил согласием. 25 октября 2005 года Энтони подписал с лондонцами свой первый профессиональный контракт. В тот же день ирландец дебютировал в первой команде «Арсенала», выйдя на замену вместо Артуро Луполи на 88-й минуте поединка Кубка английской лиги против «Сандерленда». Как оказалось впоследствии, этот матч стал единственной официальной игрой для Стоукса в футболке «Арсенала».
В июле 2006 года Энтони проходил предсезонный сбор с «Сандерлендом», который хотел арендовать у «Арсенала» молодого футболиста. Однако в августе главный тренер «чёрных котов», Ниалл Куинн, заявил, что клуб отказывается от услуг Стоукса, так как команда из графства Тайн и Уир, по его словам, «располагает достаточной глубиной резерва».

### «Фалкирк»
8 сентября 2006 года ирландец перешёл по арендному соглашению в клуб шотландской Премьер-лиги «Фалкирк». Договор по Стоуксу между «канонирами» и «детьми» был заключён сроком на три месяца.
Уже на следующий день Энтони впервые вышел на поле в официальном матче за «Фалкирк». Соперником «детей» в этом поединке был глазговский клуб «Рейнджерс». 19 сентября ирландец забил свой первый гол в «Фалкирке», поразив в матче Кубка лиги ворота «Инвернесс Каледониан Тисл». На этом успехи Стоукса в Шотландии не закончились — в период с 14 октября по 7 ноября он выдал серию из пяти матчей, в которых забил 10 мячей. Всё началось с поединка против «Сент-Миррена», где Энтони огорчил один раз вратаря «святых» Тони Баллока. Далее последовал дубль в ворота «Инвернесса», два подряд хет-трика в играх с «Данди Юнайтед» и «Данфермлин Атлетик» (первый случай в шотландской Премьер-лиге, когда футболист отмечается тремя мячами в двух играх подряд) и один гол «Селтику».
Отличные выступления Стоукса принесли ему призы «Лучшего молодого игрока Премьер-лиги» октября и ноября.
В своей последней игре за «Фалкирк», которая состоялась 30 декабря 2006 года, Энтони вновь отличился хет-триком в ворота «Инвернесса».
Всего в 18 матчах за «детей» ирландец забил 16 мячей.

### «Сандерленд»
В январе 2007 года Стоукс перебрался в «Сандерленд». Сумма трансфера между «чёрными котами» и «Арсеналом» составила два миллиона фунтов стерлингов. Свою заинтересованность в футболисте также выказывали клубы «Селтик» и «Чарльтон Атлетик», однако эти предложения были отвергнуты Стоуксом. По его словам, выбор в пользу «Сандерленда» был обусловлен большим желанием играть под руководством главного тренера «чёрных котов», Роя Кина. Изначально Энтони выбрал себе футболку под номером «26», однако после того, как клуб покинул Джон Стид, Стоукс взял «девятку», ранее принадлежавшую англичанину.
13 января состоялся дебют ирландца в «Сандерленде» в поединке против «Ипсвич Таун». В этом матче Стоукс отдал голевую передачу своему партнёру Дэвиду Коннолли, гол которого принёс победу «чёрным котам» с минимальным счётом 1:0. 10 февраля Энтони открыл счёт своим забитым мячам за «Сандерленд», поразив ударом с 20 метров ворота «Плимут Аргайл».
1 декабря 2007 года Стоукс забил свой первый гол в английской Премьер-лиге, принеся тем самым победу своему клубу над «Дерби Каунти». В ночь после матча ирландец устроил грандиозную вечеринку по этому поводу в ночном клубе Сандерленда «Glass Spider». Этот поступок был резко раскритикован наставником «чёрных котов» Роем Кином, который наложил запрет на посещение Энтони ночных клубов и прочих увеселительных заведений до конца сезона 2007/08. По мнению бывшего капитана «Манчестер Юнайтед», его молодой соотечественник «уделяет развлечениям слишком много времени, сильно отвлекаясь от тренировок». Перед началом сезона 2008/09 Энтони вновь сменил номер — на этот раз новыми цифрами на футболке Стоукса стали две четвёрки.

### «Шеффилд Юнайтед»
17 октября 2008 года нападающий был отдан в 3-месячную аренду в клуб «Шеффилд Юнайтед».
Дебют ирландца в первом составе «клинков» состоялся 19 октября, когда он вышел на замену в дерби против «Шеффилд Уэнсдей». Но завоевать место в основном составе «Юнайтед» у Стоукса не получилось — проведя 12 матчей и не забив ни одного мяча, форвард вернулся в «Сандерленд».

### «Кристал Пэлас»
В марте 2009 года руководство «чёрных котов» отправило ирландца в очередную аренду — на этот раз новым временным работодателем Энтони стал клуб «Кристал Пэлас». Уже во втором матче Стоукса за «Пэлас», коим был поединок с командой «Престон Норт Энд», нападающий забил первый гол. Мяч получился очень красивым — ирландец, подхватив мяч в центре поля, совершил сольный проход, обыграв нескольких соперников, и, выйдя один на один с голкипером, уверенным ударом отправил снаряд в сетку. Однако этот гол так и остался единственным для Энтони в «Кристал Пэлас». Всего за время выступлений за «орлов» Стоукс провёл 13 матчей.

### «Хиберниан»
Летом 2009 года Энтони вернулся в шотландскую Премьер-лигу, подписав контракт с эдинбургским «Хибернианом». «Хибс» заплатили «Сандерленду» за нападающего 500 тысяч фунтов. Главным инициатором подписания ирландца стал главный тренер «Хиберниана», Джон Хьюз, под руководством которого Стоукс блистал во время своих выступлений за «Фалкирк».
В матче против своего бывшего клуба Энтони и дебютировал в бело-зелёной футболке эдинбургского коллектива 22 августа. Первые голы за «Хиберниан» форвард забил 19 сентября, оформив «дубль» в ворота «Сент-Джонстона». В это же время в британских газетах появились сообщения о том, что Стоукс подрался с охраной одного из ночных клубов шотландской столицы. Джон Хьюз был вынужден серьёзно поговорить с ирландцем по поводу его поведения, признавшись потом в интервью, что он чувствует и свою долю вину в произошедшем, так как «потерял над футболистом контроль». В декабре форвард забил 5 голов в трёх играх, чем помог «Хиберниан» продлить серию матчей без поражений до двенадцати.
27 декабря 2009 года Стоукс вошёл в историю Премьер-лиги, проведя самый быстрый мяч за время её существования. Ирландцу понадобилось всего 12,4 секунды с начала матча, чтобы поразить ворота «Рейнджерс». Предыдущее подобное достижение принадлежало бывшему футболисту «Харт оф Мидлотиан» Саулюсу Миколюнасу — его гол в ворота «Сент-Миррена» был забит через 17 секунд со времени начала поединка, который состоялся 2 декабря 2006 года. Ориентируясь на отличную игру Стоукса в декабре, Шотландская футбольная ассоциация признала его «Лучшим молодым игроком месяца Премьер-лиги». Энтони продолжал забивать голы на протяжении всего сезона 2009/10, став вторым бомбардиром чемпионата с 21 забитым мячом. Главный тренер «хибс», Джон Хьюз, в одном из интервью признал, что форвард «значительно возмужал в игровом плане», и он надеется, что «ирландец продолжит прогрессировать». Также Стоукс выиграл приз «Лучший гол года» за мяч, забитый им в ворота «Рейнджерс».

### «Селтик»
В межсезонье в шотландской прессе появились сообщения, предсказывающие переход Энтони в глазговский «Селтик». В частности, приводились слова менеджера «кельтов», Нила Леннона, о том, что «Стоукс входит в сферу трансферных интересов команды». 27 августа «Хиберниан» отклонил предложение «Селтика» по ирландцу. Но через два дня было объявлено, что клубы сошлись по цене сделки, и Стоукс переезжает в Глазго. В тот же день Энтони подписал с «Селтиком» 4-летний контракт.
11 сентября 2010 года ирландец впервые сыграл за «кельтов» в официальном матче. В тот день соперником «бело-зелёных» был «Харт оф Мидлотиан». Через восемь дней форвард открыл счёт своим голам в новой команде, забив победный мяч в ворота «Килмарнока». Ещё через два дня Стоукс, оформив «дубль», внёс свой вклад в победу «Селтика» в поединке Кубка шотландской лиги с «Инвернесс Каледониан Тисл». Матч закончился с разгромным счётом 6:0. 6 ноября ирландец впервые в составе «кельтов» оформил «хет-трик», поучаствовав в разгроме «Абердина», в матче который закончился со счётом 9:0. 8 января 2012 года Стоукс отметился вторым «треблом» за свою карьеру в «Селтике», забив три мяча в ворота клуба «Питерхед» в рамках поединка Четвёртого раунда Кубка Шотландии 2011/12.

### «Блэкберн Роверс»
17 июня 2016 года Энтони подписал трёхлетний контракт с английским клубом «Блэкберн Роверс», перейдя в команду из Ланкашира на правах свободного агента.

### Клубная статистика
| Клуб                       | Сезон                      | Чемпионат | Чемпионат | Кубок | Кубок | Кубок Лиги | Кубок Лиги | Еврокубки | Еврокубки | Итого | Итого |
| Клуб                       | Сезон                      | Игры      | Голы      | Игры  | Голы  | Игры       | Голы       | Игры      | Голы      | Игры  | Голы  |
| -------------------------- | -------------------------- | --------- | --------- | ----- | ----- | ---------- | ---------- | --------- | --------- | ----- | ----- |
| Арсенал                    | 2005/06                    | —         | —         | —     | —     | 1          | 0          | —         | —         | 1     | 0     |
| Всего за «Арсенал»         | Всего за «Арсенал»         | 0         | 0         | 0     | 0     | 1          | 0          | 0         | 0         | 1     | 0     |
| Фалкирк                    | 2006/07                    | 16        | 14        | —     | —     | 2          | 2          | —         | —         | 18    | 16    |
| Всего за «Фалкирк»         | Всего за «Фалкирк»         | 16        | 14        | 0     | 0     | 2          | 2          | 0         | 0         | 18    | 16    |
| Сандерленд                 | 2006/07                    | 14        | 2         | —     | —     | —          | —          | —         | —         | 14    | 2     |
| Сандерленд                 | 2007/08                    | 20        | 1         | —     | —     | 1          | 0          | —         | —         | 21    | 1     |
| Сандерленд                 | 2008/09                    | 2         | 0         | —     | —     | 1          | 2          | —         | —         | 3     | 2     |
| Всего за «Сандерленд»      | Всего за «Сандерленд»      | 36        | 3         | 0     | 0     | 2          | 2          | 0         | 0         | 38    | 5     |
| Шеффилд Юнайтед            | 2008/09                    | 12        | 0         | —     | —     | —          | —          | —         | —         | 12    | 0     |
| Всего за «Шеффилд Юнайтед» | Всего за «Шеффилд Юнайтед» | 12        | 0         | 0     | 0     | 0          | 0          | 0         | 0         | 12    | 0     |
| Кристал Пэлас              | 2008/09                    | 13        | 1         | —     | —     | —          | —          | —         | —         | 13    | 1     |
| Всего за «Кристал Пэлас»   | Всего за «Кристал Пэлас»   | 13        | 1         | 0     | 0     | 0          | 0          | 0         | 0         | 13    | 1     |
| Хиберниан                  | 2009/10                    | 37        | 21        | 4     | 1     | 2          | 1          | —         | —         | 43    | 23    |
| Хиберниан                  | 2010/11                    | 3         | 1         | —     | —     | —          | —          | 2         | 0         | 5     | 1     |
| Всего за «Хиберниан»       | Всего за «Хиберниан»       | 40        | 22        | 4     | 1     | 2          | 1          | 2         | 0         | 48    | 24    |
| Селтик                     | 2010/11                    | 29        | 14        | 3     | 0     | 3          | 5          | —         | —         | 36    | 19    |
| Селтик                     | 2011/12                    | 34        | 12        | 4     | 4     | 4          | 3          | 5         | 2         | 46    | 21    |
| Селтик                     | 2012/13                    | 11        | 3         | 2     | 1     | 1          | 0          | 1         | 0         | 15    | 4     |
| Всего за «Селтик»          | Всего за «Селтик»          | 74        | 29        | 9     | 5     | 8          | 8          | 6         | 2         | 97    | 44    |
| Всего за карьеру           | Всего за карьеру           | 191       | 69        | 13    | 6     | 15         | 13         | 8         | 2         | 227   | 90    |

(откорректировано по состоянию на 31 марта 2013)

## Сборная Ирландии
С 2006 года Стоукс защищает цвета различных сборных Ирландии.
В августе 2010 года он впервые был призван по знамёна национальной молодёжной команды. Всего в её составе сыграл 10 матчей, забил 3 мяча.
7 февраля 2007 года Энтони дебютировал в первой сборной Ирландии, выйдя на замену вместо Шейна Лонга в отборочном поединке к чемпионату Европы 2008 против Сан-Марино. Всего в 2007 году Стоукс сыграл три матча за «парней в зелёном», однако следующие два года из-за проблем в клубной карьере он не призывался в ряды главной команды с Изумрудного острова. Но его успехи в «Хиберниане» не остались незамеченными для главного тренера сборной Джованни Трапаттони, который вернул форварда в ряды национальной команды в мае 2010 года.
Перед началом сезона 2010/11 Стоукс был вновь вызван в молодёжную команду Ирландии на поединок против сверстников из Эстонии. Стоукс оправдал возложенные на него надежды, дважды забив и ещё два раза ассистировав партнёрам. В итоге, счёт 5:0 в пользу ирландцев. На следующий день Энтони и его партнёр по молодёжной команде, Киллиан Шеридан, были включены в заявку первой национальной сборной на товарищескую встречу с Аргентиной. Шеридан принял участие в этом матче, Стоукс же весь поединок провёл на скамейке запасных.

### Матчи и голы за сборную Ирландии
| № | Дата           | Место                                       | Оппонент   | Счёт | Голы Стоукса | Соревнование                                      |
| 1 | 7 февраля 2007 | Олимпийский стадион, Серравалле, Сан-Марино | Сан-Марино | 2:1  | —            | Отборочный матч чемпионата Европы по футболу 2008 |
| 2 | 23 мая 2007    | «Джайентс», Ист-Ратерфорд, США              | Эквадор    | 1:1  | —            | Товарищеский матч                                 |
| 3 | 26 мая 2007    | «Жиллетт», Фоксборо, США                    | Боливия    | 1:1  | —            | Товарищеский матч                                 |
| 4 | 29 марта 2011  | «Авива», Дублин, Ирландия                   | Уругвай    | 2:3  | —            | Товарищеский матч                                 |

Итого: 4 матча / 0 голов; 1 победа, 2 ничьи, 1 поражение.
(откорректировано по состоянию на 29 марта 2011)

### Сводная статистика игр/голов за сборную
| Сборная          | Год              | Отборочные матчи ЧМ | Отборочные матчи ЧМ | Финальные матчи ЧМ | Финальные матчи ЧМ | Отборочные матчи ЧЕ | Отборочные матчи ЧЕ | Финальные матчи ЧЕ | Финальные матчи ЧЕ | Товарищеские матчи | Товарищеские матчи | Итого | Итого |
| Сборная          | Год              | Игры                | Голы                | Игры               | Голы               | Игры                | Голы                | Игры               | Голы               | Игры               | Голы               | Игры  | Голы  |
| ---------------- | ---------------- | ------------------- | ------------------- | ------------------ | ------------------ | ------------------- | ------------------- | ------------------ | ------------------ | ------------------ | ------------------ | ----- | ----- |
| Ирландия         | 2007             | —                   | —                   | —                  | —                  | 1                   | 0                   | —                  | —                  | 2                  | 0                  | 3     | 0     |
| Ирландия         | 2011             | —                   | —                   | —                  | —                  | —                   | —                   | —                  | —                  | 1                  | 0                  | 1     | 0     |
| Всего за карьеру | Всего за карьеру | 0                   | 0                   | 0                  | 0                  | 1                   | 0                   | 0                  | 0                  | 2                  | 0                  | 4     | 0     |

(откорректировано по состоянию на 29 марта 2011)

## Достижения

### Командные достижения
«Сандерленд»
- Победитель Чемпионшипа: 2006/07

 «Селтик»
- Чемпион Шотландии (3): 2011/12, 2012/13, 2013/14
- Обладатель Кубка Шотландии (2): 2010/11, 2012/13
- Обладатель кубка шотландской лиги (1): 2014/15
- Финалист Кубка шотландской лиги (2): 2010/11, 2011/12

### Личные достижения
- Молодой игрок месяца шотландской Премьер-лиги (3): октябрь 2006, ноябрь 2006, декабрь 2009
- Обладатель приза «Лучший гол года шотландской Премьер-лиги»: 2009/10